# هارولد مانينغ
هارولد مانينغ (بالإنجليزية: Harold Manning)‏ هو عداء موانع ‏ أمريكي، ولد في 9 يناير 1909 في سيدجويك في الولايات المتحدة، وتوفي في 26 يناير 2003 في ويتشيتا في الولايات المتحدة.

## وصلات خارجية
- هارولد مانينغ على موقع أوليمبيديا (الإنجليزية)
- هارولد مانينغ على موقع قاعة كنساس للمشاهير الرياضية (مؤرشف) (الإنجليزية)